# Poppendorf (Schkölen)
Poppendorf ist ein Ortsteil von Dothen, einem Ortsteil von Schkölen im Saale-Holzland-Kreis in Thüringen.

## Geografie und Geologie
Das westlich von Schkölen in dem Ackerbaugebiet liegende Straßendorf mit mehreren Bauerngehöften wird südwestlich von einem Hain flankiert. Die Erosionsrinnen und die mit kleinen Bachläufe sind teilweise mit Gehölz und Bäumen begrünt. Ansonsten ist die Gemarkung  um den Ort wie eine Tischplatte daliegend. Die Böden sind auch schwarzerdeähnlich. Über die Ortsverbindungsstraße erreicht man Schkölen mit Anschluss an die Landesstraße 1071. In westlicher Richtung wird die Landesstraße 1070 bei Wetzdorf erreicht mit Anschluss an die Bundesautobahn 9 bei Eisenberg. Direkte Nachbarorte sind Dothen, Schkölen, Grabsdorf und Mertendorf (Thüringen).

## Geschichte
Am 4. Dezember 1435 wurde Poppendorf in einer Urkunde erstmals genannt. Seit dieser Zeit waren die Schenken von Tautenburg Herren über den Ort. Nach dem Aussterben dieses Adelsgeschlechts gehörte Poppendorf ab 1640/52 zum kursächsischen Amt Tautenburg. Mit dem Wiener Kongress kam der Ort 1815 zum Großherzogtum Sachsen-Weimar-Eisenach und wurde 1822 dem Amt Bürgel mit Tautenburg angegliedert. 1850 kam der Ort zum Verwaltungsbezirk Weimar II (ab 1868: Verwaltungsbezirk Apolda) des Großherzogtums. Seit 1920 gehört Poppendorf zum Land Thüringen.

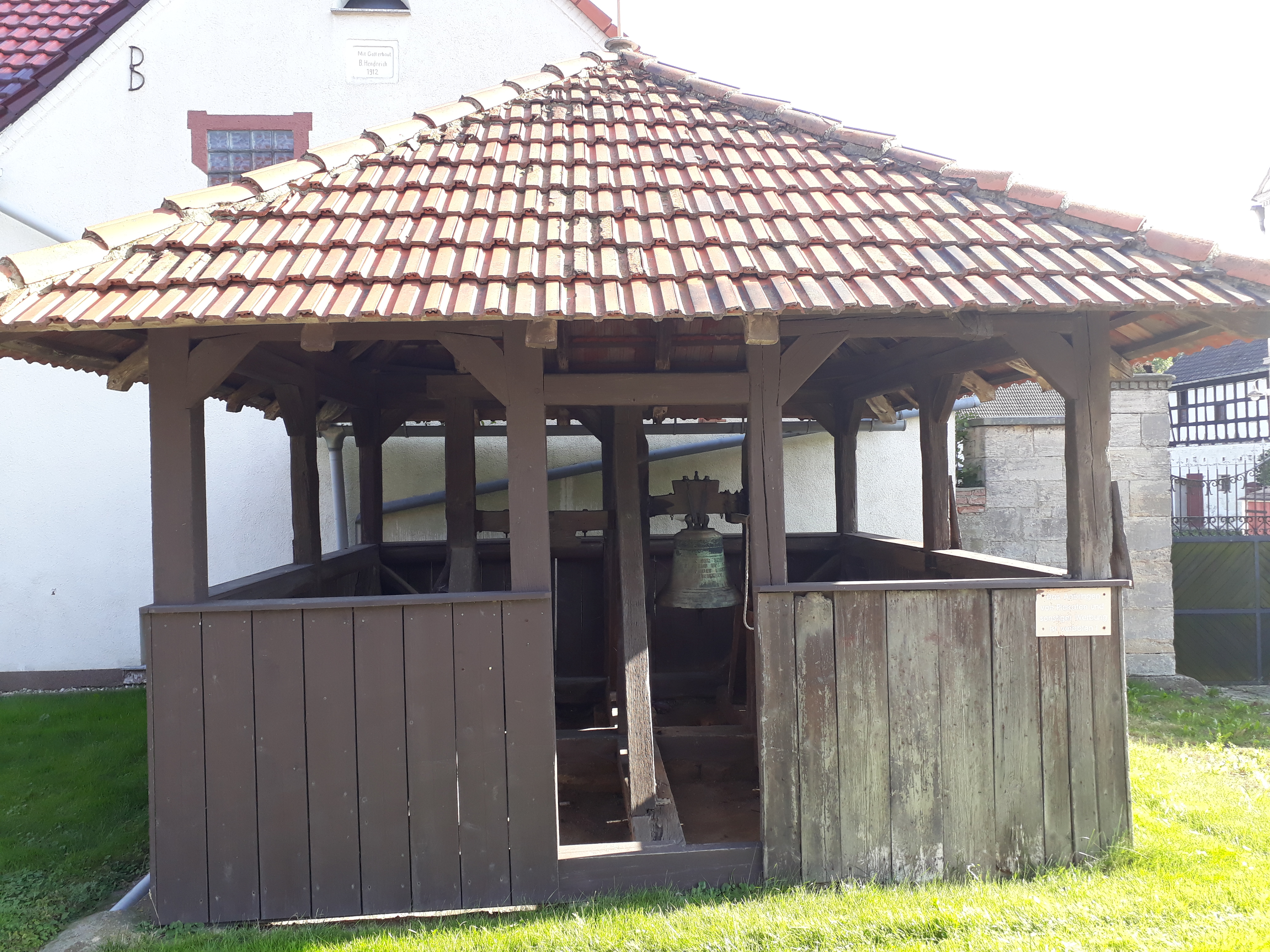
Glockenhaus

Die neoromanische Kirche  von 1873/74 besitzt im Ort etwas vom Standort der Kirche entfernt ein Glockenhaus, wie in Wetzdorf. Mit der Kirche zeigten die Bürger des Ortes ihre Wirtschaftskraft in dieser Zeit.
In der Flur zwischen Poppendorf und Wetzdorf fand man 2013 Überreste von Schellendorf (Wüstung).
→ Siehe Dorfkirche Poppendorf